# تنميش البلازما
تنميش البلازما (بالإنجليزية: Plasma etcher)‏ أو أداة النقش هي أداة تستخدم لتصنيع أجهزة أشباه الموصلات، ويتم إنتاج البلازما من معالجة الغازات (الأكسجين أو الفلور) باستخدام ترددات كهربائية عالية حوالي 13.56ميغا هيرتز.
توضع رقائق السيلكون على اداة النقش في غرفة النظام المفرغة من الهواء تحت ضغط منخفض ممايؤدي إلى انهيار العزل الكهربائي في الغرفة

## استخدامه
يستخدم البلازما لتكوين شرائح ثاني أكسيد السيلكون من رقائق السيلكون (باستخدام بلازما الأكسجين)، أويستخدم غاز الفلور وبلازما الأكسجين لإزالة ثاني أكسيد السيلكون. ويتم تصنيع دارات متكاملة واسعة النطاق بطريقة انتقائية خلال اقتران الطباعة الحجرية الضوئية وثاني أكسيد السيلكون.
من عملية تنميش البلازما يمكن تشكيل دوائر متكاملة ذات طبقات متفاوتة، قبل عملية النقش كانت المقاومة تظهر على صورة توهج سطحي لكن بعد عملية تنظيم النقش للهيكل تزال الصورة المتبقية من المقاومة التي تعمل بشكل خاص في تنميش الليزر وتسمى Asher.

النقش الجاف يسمح بالنسخ ويتم استخدام النقش وموحد الخواص في السيلكون في تكنولوجيا أشباه الموصلات.
تنميش البلازما يستخدم دائما لتبسيط الدوائر المتكاملة في تحليل الخطأ.